# 12370 Kageyasu
12370 Kageyasu eller 1994 GB9 är en asteroid i huvudbältet som upptäcktes den 11 april 1994 av de båda japanska astronomerna Seiji Ueda och Hiroshi Kaneda i Kushiro. Den är uppkallad efter astronomen Takahashi Kageyasu.